# St Levan
 (septembre 2023).
St Levan est une paroisse civile et un village des Cornouailles, en Angleterre.